# Червона рута

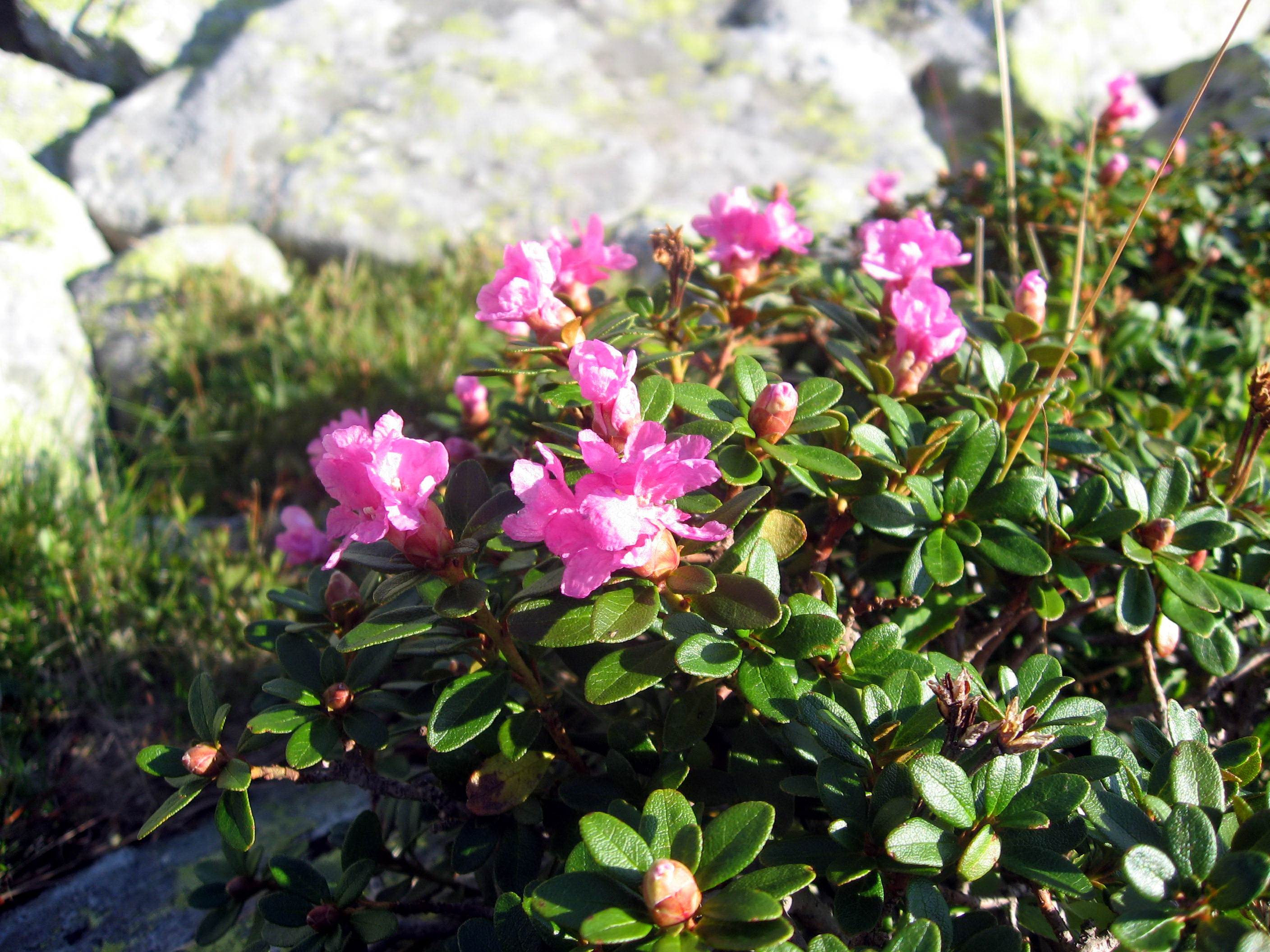
Рододендрон миртолистный

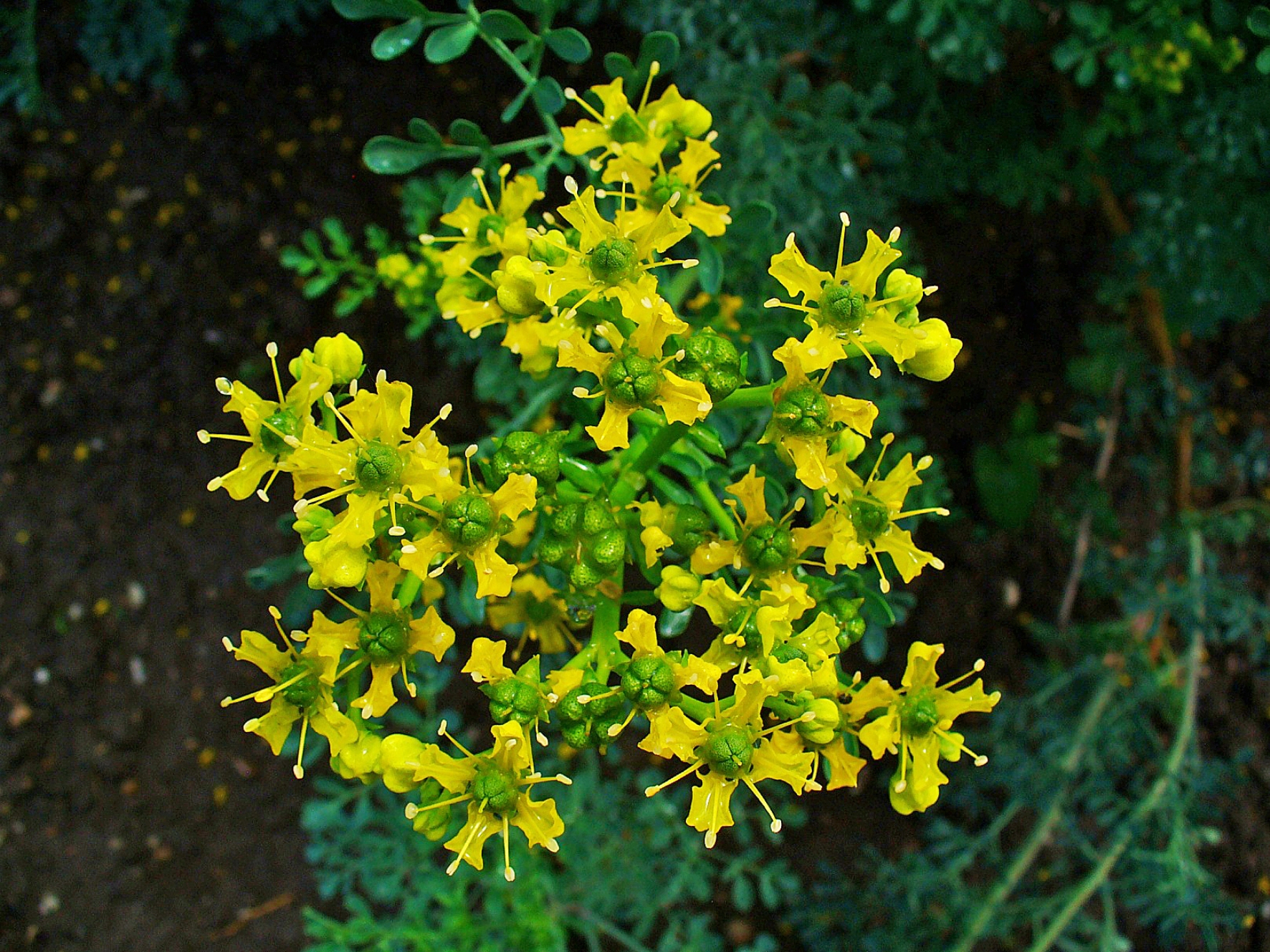
Рута душистая

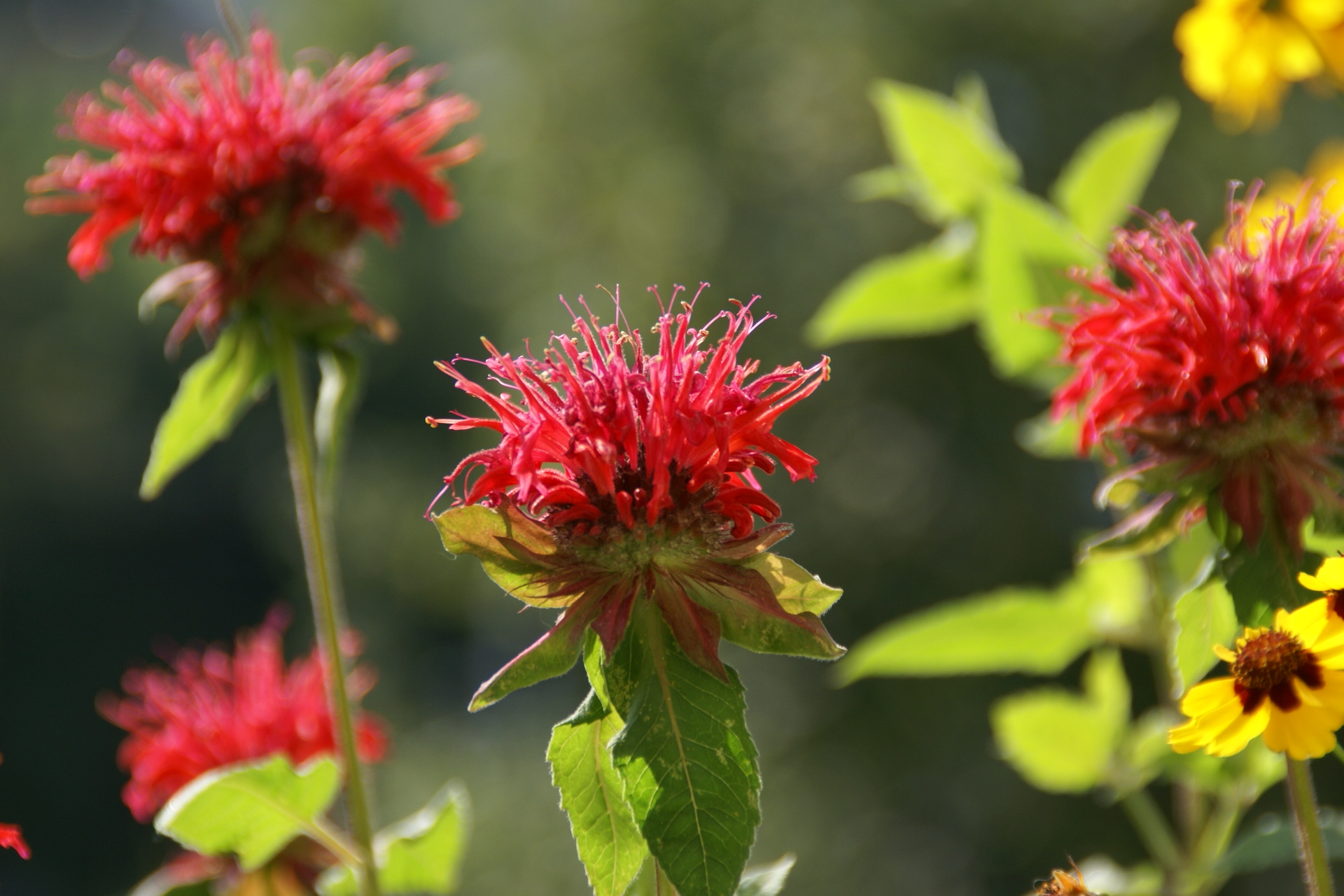
Монарда двойчатая

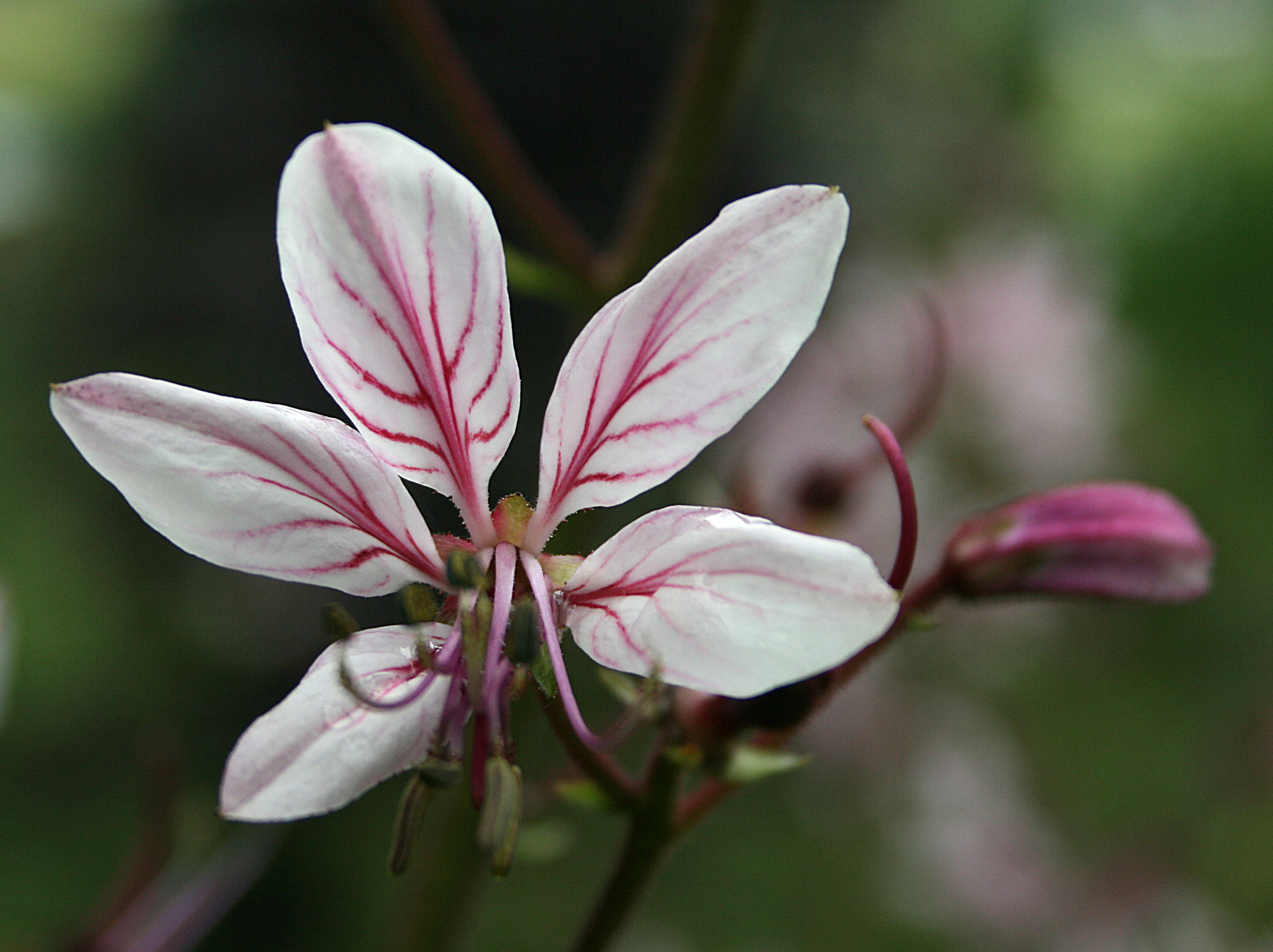
Ясенец белый

Черво́на ру́та (с укр. — «красная рута») — мифический цветок карпатских поверий. Образ червоной руты часто встречается в современных украинских произведениях искусства.

## Легенда
Единой легенды о червоной руте не существует, так же, как и единого мнения о том, какой цветок подразумевается в этих легендах. По одной версии, червона рута — это обычное растение руты душистой, жёлтые цветы которой чудесным образом покраснели. Будто бы происходит это один раз в год — в ночь на Ивана Купалу, и на очень короткое время. Та девушка, которая успеет сорвать красный цвет руты до того, как он снова станет жёлтым, сможет приворожить любого парня на всю жизнь.
Популяризация этой версии связана с именем автора и исполнителя Владимира Ивасюка, который написал песню с одноимённым названием в 1970 году, а также с именем певицы Софии Ротару и одноимённым ансамблем, с которым она выступала. Однако специалисты по флоре Карпат сомневаются в этом варианте легенды, так как рута душистая там не растёт.
Название растения «рута» встречается у всех славянских народов и для всех для них является иностранным словом, так как происходит от латинского названия душистой руты (лат. Ruta), которая широко использовалась в Древнем Риме и, вообще, на Средиземноморском побережье в качестве пряности и лекарственного средства. На местах словом «рута» стали называть растения, не имеющие к семейству рутовых никакого отношения. Например, Даль в своём словаре указывает «дикую руту» (гармалу обыкновенную), «каменную руту» (венерин волос) и «луговую руту» (василистник жёлтый). Также и в украинском языке существует «червона рута» (рододендрон миртолистный) и неопределённая «рута-мята».
Исследователями указывается, что под именем червоной руты гуцулы имели в виду какое-то местное растение, которое свободно растёт на склонах Карпат, и которое можно собрать для приготовления различных «зелий». Лучшим кандидатом на эту роль является миртолистный рододендрон, который растёт только в горах, массово цветёт в начале июня и называется в народе именно красной рутой.
В этом случае легенда видоизменяется: цветок миртолистного рододендрона собрать на Ивана Купалу довольно сложно, поскольку он цветёт раньше. Но если цвет червоной руты всё-таки удаётся найти, то он приобретает особую силу. По третьей версии, красная рута из легенд вообще никакого отношения к реальной флоре не имеет. Это мифический волшебный цветок, обладающий сильными «приворотными» свойствами и цветущий раз в 10 лет.
На название «червона рута» претендуют несколько растений. Это, во-первых, рута душистая. Она же называется рутой золотистой или садовой. На территории бывшего СССР в естественных условиях она произрастает только в Крыму. Во всех остальных местах является садовым растением. Во-вторых, это рододендрон миртолистный, он же рододендрон Кочи или карпатский. Местное название этого растения — червона рута. Третьим претендентом является монарда двойчатая. Это цветок из США, который бывает белого, розового, красного и фиолетового цветов. В Европе разводится садоводами. На Украине его так же называют красной (укр. червоной) рутой. Четвёртым (и наименее вероятным) считается ясенец белый, он же неопалимая купина.
Каждому из этих растений соответствует коллекция текстов различных легенд и мифов, которые могут переходить от народа к народу, трансформируясь под местные особенности. В наибольшей степени это касается руты душистой, которая является популярной пряностью Средиземноморья и которая к тому же упоминается в Библии. Кроме того в легендах Западной Европы встречается так называемая горная рута (mountain rue). В этой ситуации сложно выяснить, какую именно руту имеет в виду рассказчик и какого народа легенду излагает. Например, представленный ниже текст приведён в русскоязычном источнике, но с упоминанием украинского названия «червона рута» и с явной отсылкой к мифам Древней Греции.
Жили-были в Древней Греции юноша и девушка, меж которыми встал повелитель ветров Эол. Он долго обхаживал прекрасную гречанку, но она была неприступной и хранила верность своему возлюбленному. Конечно, самолюбие Эола было уязвлено, и он, конечно же, задумал Великую Месть. Когда влюбленные встретились на свидании, он наслал неимоверно сильные ветры и выдул из них жизнь. Но любовь всесильна, а потому пара не умерла, а их души воплотились в двух растениях — желтой руте и красном ясенце. И с тех пор, безусловно в память о большой любви, раз в десять лет расцветает рута красным цветом. А тому счастливчику, который её найдет, будет дана возможность навсегда приворожить того человека, которого любишь. Но, на самом деле, червона рута — то просто красивая сказка, мечта, воплощение всего того сокровенного, чего желают люди.

### Комментарии
1. ↑  До того момента, как песня Владимира Ивасюка стала популярна в Советском Союзе и за его пределами, легенды о червоной руте были известны только в ограниченных районах Карпат. Сам Ивасюк, найдя ребёнком упоминание о червоной руте в сборнике старинных коломыек XVIII—XIX веков, понял прочитанное только после самостоятельного этнографического путешествия по карпатским сёлам[3]. Активное использование образа червоной руты на Украине началось после 1970 года.
2. ↑  По другим источникам — один раз в 10 лет[6].
3. ↑  В некоторых изданиях приводится цитата С. Ротару, в которой она рассказывает эту легенду[7]: «У нас в Закарпатье есть такая легенда: в горах растет желтый цветок руты…». Проблема в том, что в горах жёлтый цветок руты не растёт — душистая рута там вымерзает[8].
4. 1 2  В приведённом источнике — Polydigital Lab. Яснотка белая, 2002 — ошибка. При переводе авторы текста перепутали яснотку белую и ясенец белый.

### Сноски
1. 1 2  Ф. И. Раззаков София Ротару…, 2012: «… В Закарпатье есть такая легенда: в горах растет желтый цветок руты, который только один раз в году, в праздник, в ночь на Ивана Купала… [и далее до конца абзаца]».
2. ↑  В. Г. Чернышева. Рута, 2014, третий абзац: «… «червона рута» — название мифологическое…  этот цветок символизирует у славян разлуку, одиночество, неразделенную или утраченную любовь, скорбь и раскаяние. Также является символом девственности, целомудрия…».
3. ↑  С. И. Курий. История песни «Червона рута», 2006, в конце второго абзаца: «… Думаю, многие тогда в Советском Союзе ломали голову над тем, что же это за рута такая. В свое время этого не знал и сам автор песни… [и далее два абзаца]».
4. ↑  LvivArt. Ожерелье «Червона рута», 2017.
5. ↑  Н. Будна Природознавство, 2015: «… Пішов сніг до червоної рути і попрохав її, щоб вона дала йому трохи свого кольору…».
6. 1 2  Журнал пользователя holonist, 2016: «… А вот червоной рутой… считается… некий таинственный цветок, который расцветает только раз в десять лет, а не раз в год, как папоротник».
7. ↑  Ф. И. Раззаков. Звездные трагедии, 2000: «… Рассказывает С. Ротару: „У нас в Закарпатье есть такая легенда: в горах растет желтый цветок руты. И только один раз в году… [и далее по тексту]“».
8. ↑  Словарь Брокгауза и Ефрона. Рута…, 1899: «… В России, в средней ее полосе, [рута] вымерзает и разводится лишь как однолетнее растение… в западных губерниях [рута]… держится 2—3 года…».
9. ↑  Карпатський біосферний заповідник, 2017, третий абзац: «… Одні вважають її квіткою роду Рута, найчастіше рута садова, але це твердження є помилковим. Ця багаторічна рослина цвіте жовтими квітками, не росте у природних умовах високогір’я Українських Карпат і крім того вона є отруйною рослиною та під час збору викликає на шкірі неприємний сип…».
10. ↑  В. Г. Чернышева. Рута, 2014, первый абзац: «… [Рута]во всех  славянских языках называется одинаково…».
11. ↑  Этимологический словарь Фасмера, 1986, второй абзац на странице, после окончания словарной статьи Русь: «… укр. ру́та, блр. ру́та. Заимств. через польск. rutа… от лат. rutа „какая-то горькая трава“…».
12. ↑  Архимандрит Никифор. Рута, 1892: «… [Рута] — хорошо известное растение в Палестине…».
13. ↑  С. И. Ростовцев. Рута, род растений…, 1899: «… Растение содержит остро-горькое эфирное масло и со времен римлян употребляется как пряность и укрепляющее средство…».
14. ↑  Архимандрит Никифор. Рута, 1892: «… Древние пользовались [рутой], между прочим, как врачевством…».
15. ↑  Толковый словарь Даля, 1882, см. статью Рута целиком.
16. ↑  Вітчизна, 1985: «… Я знав, що тут росте червона рута (рододендрон), чорна осока, сугайник, ломикамінь, пухівка, тирлич, ромашка…».
17. ↑  В. Г. Чернышева. Рута, 2014: «… В народных преданиях, песнях часто встречаются словосочетания — «рута-мята»  и «червона рута»…».
18. ↑  Карпатський біосферний заповідник, 2017: «… [Володимир Івасюк] за прототип взяв саме квіти червоної рути-рододендрону…».
19. ↑  Журнал пользователя holonist, 2016: «… К [„приворотным“ травам в Карпатах] относится „червона рута“. Правда, это не рута, но так в этих краях называют рододендрон…».
20. ↑  Журнал пользователя holonist, 2016: «… по-другому в Карпатах. Там считается, что самыми сильными бывают травы, собранные на Ивана с росой, т.е. на рассвете… есть среди них „колдовские“, приворотные. К таким относится „червона рута“».
21. ↑  Л. Дудченко. Монарда…, 2016: «... Монарда (Monarda), или известная в Украине красная рута…».
22. ↑  Polydigital Lab. Яснотка белая, 2002: «… Впрочем об этом растении поют и сейчас — песня „Червона рута“. А ведь это яснотка белая[* 4]...».
23. ↑  Библия, 2000, Евангелие от Луки, гл. 11, стих 42: «... Но горе вам, фарисеям, что даете десятину с мяты, руты и всяких овощей…».
24. ↑  H. Rahner, 1971, pp. 187—188: «... Molly is… the plant... which seems to be identical with what the Germans call Bergraute or mountain rue…».
25. ↑  О. Драчева. Рута (Ruta), 2009, последний абзац в разделе Мифы и легенды.